# Eishockey-Weltmeisterschaft der Frauen 2016
Die 19. Eishockey-Weltmeisterschaften der Frauen der Internationalen Eishockey-Föderation IIHF waren die Eishockey-Weltmeisterschaften des Jahres 2016. Insgesamt nahmen zwischen dem 29. Februar und dem 10. April 2016 36 Nationalmannschaften an den fünf Turnieren der Top-Division sowie der Divisionen I bis II teil. Zusätzlich nahmen vier Nationalteams an einem Qualifikationsturnier für die Division II B teil, welches im Dezember 2015 in der bulgarischen Hauptstadt Sofia ausgetragen wurde.
Der Weltmeister wurde zum siebten Mal die Mannschaft der Vereinigten Staaten, die im Finale Kanada mit 1:0 bezwang. Die deutsche Mannschaft belegte den ersten Rang beim Turnier der Division IA und stieg damit wieder in die Top-Division auf, während sich die Schweiz in der Abstiegsrunde auf Rang sieben platzierte. Das Nationalteam Österreichs erreichte den dritten Platz in der Division IA und belegte im Gesamtklassement der Weltmeisterschaft den elften Rang.

## Teilnehmer, Austragungsorte und -zeiträume
- Top-Division: 28. März bis 4. April 2016 in Kamloops, British Columbia, Kanada
Teilnehmer:  Finnland,  Japan,  Kanada,  Russland,  Schweden,  Schweiz,  USA (Titelverteidiger),  Tschechien (Aufsteiger)

- Division I
  - Gruppe A: 25. bis 31. März 2016 in Aalborg, Dänemark
Teilnehmer:  Deutschland (Absteiger),  Dänemark,  Frankreich,  Norwegen,  Österreich,  Slowakei (Aufsteiger)
  - Gruppe B: 4. bis 10. April 2016 in Asiago, Italien
Teilnehmer:  Volksrepublik China,  Italien,  Kasachstan (Aufsteiger),  Lettland (Absteiger),  Niederlande,  Ungarn

- Division II
  - Gruppe A: 2. bis 8. April 2016 in Bled, Slowenien
Teilnehmer:  Großbritannien,  Nordkorea (Absteiger),  Polen,  Südkorea,  Kroatien,  Slowenien (Aufsteiger)
  - Gruppe B: 29. Februar bis 6. März 2016 in Jaca, Spanien
Teilnehmer:  Australien,  Island,  Mexiko,  Neuseeland (Absteiger),  Spanien,  Türkei (Aufsteiger)

- Qualifikation zur Division IIB: 7. bis 10. Dezember 2015 in Sofia, Bulgarien
  - Teilnehmer:  Bulgarien,  Hongkong,  Rumänien (Neuling),  Südafrika

 Belgien verzichtete nach dem Abstieg aus der Gruppe B der Division II im Vorjahr auf eine Teilnahme an der Qualifikation zu selbiger und meldete keine Mannschaft.

## Top-Division
Die Top-Division der Weltmeisterschaft wurde vom 28. März bis 4. April 2016 in der kanadischen Stadt Kamloops in der Provinz British Columbia ausgetragen. Gespielt wurde im Sandman Centre (5.464 Plätze) sowie im McArthur Island Centre mit 3.000 Plätzen.
Am Turnier nahmen acht Nationalmannschaften teil, die in zwei leistungsmäßig abgestuften Gruppen zu je vier Teams spielten. Dabei bildeten die vier Halbfinalisten des Vorjahres die Gruppe A. Die Ziffern in Klammern benennen die Platzierungen in der IIHF-Weltrangliste.
| Gruppe A     | Gruppe B       |
| USA (2)      | Schweden (5)   |
| Kanada (1)   | Schweiz (4)    |
| Finnland (3) | Japan (8)      |
| Russland (6) | Tschechien (9) |

### Modus
Nach den Gruppenspielen der Vorrunde qualifizierten sich der Gruppenerste und -zweite der Gruppe A direkt für das Halbfinale. Der Dritte und Vierte derselben Gruppe erreichte das Viertelfinale. In der Gruppe B galt dies für den Gruppenersten und -zweiten. Die Teams im Viertelfinale bestritten je ein Qualifikationsspiel zur Halbfinalteilnahme. Der Dritte und Vierte der Gruppe B bestritten eine Best-of-Three-Runde um den siebten Platz sowie den Abstieg in die Division IA.

### Austragungsorte
| \| Kamloops \|                       |
| Austragungsort der Weltmeisterschaft |
| Kamloops                             |

| Kamloops |

### Vorrunde

#### Gruppe A
| 28. März 2016 15:30 Uhr (Ortszeit) | Russland I. Gawrilowa (31:44) A. Schibanowa (31:44) I. Gawrilowa (47:05) | 3:5 (0:1, 2:1, 1:3) Spielbericht | Finnland T. Niskanen (18:42) J. Hiirikoski (34:12) T. Niskanen (43:31) R. Savolainen (48:07) N. Tulus (50:35) | Sandman Centre, Kamloops Zuschauer: 1.107 |

| 28. März 2016 19:30 Uhr | USA H. Knight (49:58) B. Decker (53:55) H. Knight (59:40) | 3:1 (0:0, 0:0, 3:1) Spielbericht | Kanada L. Fortino (40:14) | Sandman Centre, Kamloops Zuschauer: 5.580 |

| 29. März 2016 15:30 Uhr | Finnland M. Karvinen (5:03) | 1:2 (1:1, 0:1, 0:0) Spielbericht | USA H. Knight (19:02) J. Lamoureux-Davidson (35:09) | Sandman Centre, Kamloops Zuschauer: 1.149 |

| 29. März 2016 19:30 Uhr | Kanada R. Johnston (20:40) H. Krzyzaniak (23:07) J. Wakefield (23:42) M. Mikkelson (24:42) M. Mikkelson (25:20) H. Krzyzaniak (37:05) M.-P. Poulin (53:19) E. Clark (57:52) | 8:1 (0:1, 6:0, 2:0) Spielbericht | Russland I. Gawrilowa (13:29) | Sandman Centre, Kamloops Zuschauer: 4.453 |

| 31. März 2016 15:30 Uhr | USA K. Coyne (5:07) M. Lamoureux (6:29) M. Keller (14:19) M. Lamoureux (44:54) S. Darkangelo (46:19) H. Knight (49:10) H. Knight (56:17) A. Pankowski (57:14) | 8:0 (3:0, 0:0, 5:0) Spielbericht | Russland | Sandman Centre, Kamloops Zuschauer: 1.323 |

| 31. März 2016 19:30 Uhr | Kanada M.-P. Poulin (1:04) R. Johnston (28:04) B. Jenner (33:35) J. Saulnier (34:33) J. Wakefield (36:06) J. Wakefield (58:18) | 6:1 (1:0, 4:1, 1:0) Spielbericht | Finnland P. Nieminen (28:22) | Sandman Centre, Kamloops Zuschauer: 4.234 |

| Pl. |          | Sp | S | OTS | OTN | N | Tore  | Punkte |
| 1.  | USA      | 3  | 3 | 0   | 0   | 0 | 13:02 | 9      |
| 2.  | Kanada   | 3  | 2 | 0   | 0   | 1 | 13:05 | 6      |
| 3.  | Finnland | 3  | 1 | 0   | 0   | 2 | 07:09 | 3      |
| 4.  | Russland | 3  | 0 | 0   | 0   | 3 | 04:21 | 0      |

Abkürzungen: Pl. = Platz, Sp = Spiele, S = Siege, OTS = Siege nach Verlängerung (Overtime) oder Penaltyschießen, OTN = Niederlagen nach Verlängerung oder Penaltyschießen, N = Niederlagen

Erläuterungen: Halbfinalqualifikant, Viertelfinalqualifikant

#### Gruppe B
| 28. März 2016 13:00 Uhr | Schweiz C. Hüni (7:33) L. Stalder (31:50) P. Stänz (41:10) C. Hüni (47:04) | 4:2 (1:1, 1:0, 2:1) Spielbericht | Japan C. Ōsawa (18:22) Y. Hirano (49:47) | McArthur Island Centre, Kamloops Zuschauer: 1.000 |

| 28. März 2016 17:00 Uhr | Schweden S. Küller (37:36) H. Olsson (41:22) O. Carlsson (59:52) | 3:2 (0:0, 1:1, 2:1) Spielbericht | Tschechien P. Herzigová (29:14) A. Lédlová (47:58) | McArthur Island Centre, Kamloops Zuschauer: 613 |

| 29. März 2016 13:00 Uhr | Schweiz А. Müller (27:50) | 1:3 (0:0, 1:2, 0:1) Spielbericht | Tschechien T. Vanišová (21:53) T. Vanišová (23:11) S. Kolowratová (54:25) | McArthur Island Centre, Kamloops Zuschauer: 570 |

| 29. März 2016 17:00 Uhr | Japan | 0:2 (0:0, 0:0, 0:2) Spielbericht | Schweden P. Winberg (40:59) E. Eliasson (45:33) | McArthur Island Centre, Kamloops Zuschauer: 612 |

| 31. März 2016 13:00 Uhr | Tschechien A. Polenská (39:19) A. Tejralová (47:48) K. Hymlarová (PS) | 3:2 n. P. (0:1, 1:0, 1:1, 0:0, 1:0) Spielbericht | Japan C. Ōsawa (4:55) M. Hori (49:57) | McArthur Island Centre, Kamloops Zuschauer: 782 |

| 31. März 2016 17:00 Uhr | Schweden L. Johansson (4:21) A. Borgqvist (PS) | 2:1 n. P. (0:1, 1:0, 0:0, 0:0, 1:0) Spielbericht | Schweiz E. Raselli (4:21) | McArthur Island Centre, Kamloops Zuschauer: 874 |

| Pl. |            | Sp | S | OTS | OTN | N | Tore | Punkte |
| 1.  | Schweden   | 3  | 2 | 1   | 0   | 0 | 7:4  | 8      |
| 2.  | Tschechien | 3  | 1 | 1   | 0   | 1 | 8:6  | 5      |
| 3.  | Schweiz    | 3  | 1 | 0   | 1   | 1 | 6:7  | 4      |
| 4.  | Japan      | 3  | 0 | 0   | 1   | 2 | 4:9  | 1      |

Abkürzungen: Pl. = Platz, Sp = Spiele, S = Siege, OTS = Siege nach Verlängerung (Overtime) oder Penaltyschießen, OTN = Niederlagen nach Verlängerung oder Penaltyschießen, N = Niederlagen

Erläuterungen: Viertelfinalqualifikant, Abstiegsrundenqualifikant

### Abstiegsrunde
Die Relegationsrunde wurde im Modus Best-of-Three ausgetragen. Hierbei trafen der Dritt- und Viertplatzierte der Gruppe B aufeinander. Die Mannschaft, die von maximal drei Spielen zuerst zwei für sich entscheiden konnte, verblieb in der WM-Gruppe, der Verlierer stieg in die Division IA ab.
| 1. April 2016 13:00 Uhr (Ortszeit) | Schweiz A. Stiefel (6:59) C. Hüni (18:40) L. Stalder (22:36) | 3:1 (2:1, 1:0, 0:0) Spielbericht Stand: 1:0 | Japan Y. Adachi (1:49) | McArthur Island Centre, Kamloops Zuschauer: 522 |

| 3. April 2016 13:00 Uhr | Japan | 0:4 (0:1, 0:2, 0:1) Spielbericht Stand: 0:2 | Schweiz E. Raselli (8:50) A. Stiefel (31:16) L. Stalder (32:30) C. Hüni (59:22) | McArthur Island Centre, Kamloops Zuschauer: 791 |

### Finalrunde
|  | Viertelfinale    | Viertelfinale | Viertelfinale |    |          | Halbfinale | Halbfinale | Halbfinale |    |          | Finale           | Finale           | Finale           |
|  |                  |               |               |    |          |            |            |            |    |          |                  |                  |                  |
|  |                  |               |               |    |          | A1         | USA        | 9          |    |          |                  |                  |                  |
|  | A4               | Russland      | 4             |    |          | A4         | Russland   | 0          |    |          |                  |                  |                  |
|  | B1               | Schweden      | 1             |    |          |            |            |            |    | A1       | USA              | 1                |                  |
|  |                  |               |               |    | A2       | Kanada     | 0          |            |    |          |                  |                  |                  |
|  |                  |               |               | A2 | Kanada   | 5          |            |            |    |          |                  |                  |                  |
|  | A3               | Finnland      | 5             |    |          | A3         | Finnland   | 3          |    |          | Spiel um Platz 3 | Spiel um Platz 3 | Spiel um Platz 3 |
|  | B2               | Tschechien    | 0             |    |          |            |            |            | A3 | Finnland | 0                |                  |                  |
|  |                  |               |               | A4 | Russland | 1          |            |            |    |          |                  |                  |                  |
|  |                  |               |               |    |          |            |            |            |    |          |                  |                  |                  |
|  | Spiel um Platz 5 |               |               |    |          |            |            |            |    |          |                  |                  |                  |
|  | B1               | Schweden      | 4             |    |          |            |            |            |    |          |                  |                  |                  |
|  | B2               | Tschechien    | 2             |    |          |            |            |            |    |          |                  |                  |                  |

#### Viertelfinale
| 1. April 2016 15:30 Uhr (Ortszeit) | Russland W. Pawlowa (3:40) O. Sossina (8:49) T. Burina (24:49) O. Sossina (59:47) | 4:1 (2:1, 1:0, 1:0) Spielbericht | Schweden J. Olofsson (5:56) | Sandman Centre, Kamloops Zuschauer: 1.126 |

| 1. April 2016 19:30 Uhr | Finnland R. Välilä (29:19) T. Niskanen (36:01) V. Hovi (39:37) M. Karvinen (42:07) M. Karvinen (54:27) | 5:0 (0:0, 3:0, 2:0) Spielbericht | Tschechien | Sandman Centre, Kamloops Zuschauer: 1.256 |

#### Spiel um Platz 5
| 3. April 2016 17:00 Uhr | Schweden E. Udén Johansson (50:19) A. Borgqvist (51:58) L. Johansson (52:24) S. Küller (59:08) | 4:2 (0:2, 0:0, 4:0) Spielbericht | Tschechien A. Polenská (7:43) A. Polenská (9:40) | McArthur Island Centre, Kamloops Zuschauer: 612 |

#### Halbfinale
| 3. April 2016 15:00 Uhr | USA K. Stack (6:59) J. Lamoureux-Davidson (7:36) M. Bozek (10:31) H. Knight (11:20) M. Duggan (19:44) J. Lamoureux-Davidson (25:01) B. Decker (37:36) K. Stack (39:35) H. Knight (41:23) | 9:0 (5:0, 3:0, 1:0) Spielbericht | Russland | Sandman Centre, Kamloops Zuschauer: 2.297 |

| 3. April 2016 19:30 Uhr | Kanada N. Spooner (12:40) M. Agosta (37:29) N. Spooner (45:38) B. Turnbull (56:56) N. Spooner (57:43) | 5:3 (1:1, 1:0, 3:2) Spielbericht | Finnland S. Valkama (7:00) M. Karvinen (55:42) S. Saari (59:27) | Sandman Centre, Kamloops Zuschauer: 4.007 |

#### Spiel um Platz 3
| 4. April 2016 15:00 Uhr | Finnland | 0:1 n. P. (0:0, 0:0, 0:0, 0:0, 0:1) Spielbericht | Russland O. Sossina (PS) | Sandman Centre, Kamloops Zuschauer: 2.351 |

#### Finale
| 4. April 2016 19:30 Uhr | USA A. Carpenter (72:30) | 1:0 n. V. (0:0, 0:0, 0:0, 1:0) Spielbericht | Kanada | Sandman Centre, Kamloops Zuschauer: 5.850 |

### Statistik

#### Beste Scorerinnen
Quelle: IIHF; Abkürzungen: Sp = Spiele, T = Tore, V = Assists, Pkt = Punkte, +/− = Plus/Minus, SM = Strafminuten; Fett: Turnierbestwert
| Spieler                     | Mannschaft | Sp | T | V | Pkt | +/− | SM |
| --------------------------- | ---------- | -- | - | - | --- | --- | -- |
| Hilary Knight               | USA        | 5  | 7 | 2 | 9   | +8  | 0  |
| Christine Hüni              | Schweiz    | 5  | 4 | 5 | 9   | +5  | 0  |
| Jocelyne Lamoureux-Davidson | USA        | 5  | 3 | 5 | 8   | +8  | 2  |
| Lara Stalder                | Schweiz    | 5  | 3 | 5 | 8   | +5  | 12 |
| Rebecca Johnston            | Kanada     | 5  | 2 | 5 | 7   | +3  | 0  |
| Monique Lamoureux           | USA        | 5  | 2 | 5 | 7   | +7  | 4  |
| Natalie Spooner             | Kanada     | 5  | 3 | 3 | 6   | +3  | 2  |
| Jennifer Wakefield          | Kanada     | 5  | 3 | 3 | 6   | +3  | 4  |
| Brianna Decker              | USA        | 5  | 2 | 4 | 6   | +5  | 2  |
| Marie-Philip Poulin         | Kanada     | 5  | 2 | 4 | 6   | +4  | 6  |
| Riikka Välilä               | Finnland   | 6  | 1 | 5 | 6   | −4  | 0  |

#### Beste Torhüterinnen
Abkürzungen: Sp = Spiele, Min = Eiszeit (in Minuten), GT = Gegentore, SO = Shutouts, Sv% = gehaltene Schüsse (in %), GTS = Gegentorschnitt; Fett: Turnierbestwert
| Spieler             | Mannschaft | Sp | Min    | SaT | GT | SVS | Sv%   | GTS  | SO |
| ------------------- | ---------- | -- | ------ | --- | -- | --- | ----- | ---- | -- |
| Alex Rigsby         | USA        | 3  | 192:30 | 72  | 1  | 71  | 98,61 | 0,31 | 2  |
| Emerance Maschmeyer | Kanada     | 3  | 191:23 | 90  | 4  | 86  | 95,56 | 1,25 | 0  |
| Florence Schelling  | Schweiz    | 5  | 303:49 | 117 | 8  | 109 | 93,16 | 1,58 | 1  |
| Sara Grahn          | Schweden   | 5  | 301:52 | 101 | 8  | 93  | 92,08 | 1,59 | 1  |
| Meeri Räisänen      | Finnland   | 6  | 346:07 | 176 | 14 | 162 | 92,05 | 2,43 | 1  |

### Abschlussplatzierungen
| Pl. | Team       |
| --- | ---------- |
| 1   | USA        |
| 2   | Kanada     |
| 3   | Russland   |
| 4   | Finnland   |
| 5   | Schweden   |
| 6   | Tschechien |
| 7   | Schweiz    |
| 8   | Japan      |

### Titel, Auf- und Abstieg
| Weltmeister USA | Nicole Hensley, Alex Rigsby, Jessie Vetter – Kacey Bellamy, Megan Bozek, Megan Keller, Monique Lamoureux, Emily Pfalzer, Michelle Picard, Lee Stecklein – Alex Carpenter, Kendall Coyne, Shiann Darkangelo, Brianna Decker, Meghan Duggan, Zoe Hickel, Hilary Knight, Jocelyne Lamoureux-Davidson, Annie Pankowski, Amanda Pelkey, Haley Skarupa, Kelli Stack, Dana Trivigno Trainerstab: Ken Klee, Brett Strot, Chris Tamer |

| Silber Kanada | Erica Howe, Charline Labonté, Emerance Maschmeyer – Laura Fortino, Halli Krzyzaniak, Brigette Lacquette, Jocelyne Larocque, Meaghan Mikkelson, Lauriane Rougeau, Tara Watchorn – Meghan Agosta, Bailey Bram, Emily Clark, Sarah Davis, Brianne Jenner, Rebecca Johnston, Marie-Philip Poulin, Jamie Lee Rattray, Jillian Saulnier, Natalie Spooner, Blayre Turnbull, Jennifer Wakefield, Hayley Wickenheiser Trainerstab: Laura Schuler, Howie Draper, Dwayne Gylywoychuk |

| Bronze Russland | Nadeschda Morosowa, Anna Prugowa, Marija Sorokina – Angelina Gontscharenko, Alexandra Kapustina, Jekaterina Nikolajewa, Nina Pirogowa, Anna Schibanowa, Anna Schtschukina – Ljudmila Beljakowa, Tatjana Burina, Jelena Dergatschowa, Ija Gawrilowa, Fanusa Kadirowa, Elina Mitrofanowa, Walerija Pawlowa, Alewtina Schtarjowa, Jelena Silina, Galina Skiba, Jekaterina Smolenzewa, Jekaterina Smolina, Olga Sossina, Alexandra Wafina Trainerstab: Michail Tschekanow, Wladislaw Prodan, Jewgeni Scherbakow |

| Absteiger in die Division IA:   | Japan       |
| Aufsteiger in die Top-Division: | Deutschland |

### Auszeichnungen
Spielertrophäen
| Auszeichnung          | Spieler             | Team     |
| --------------------- | ------------------- | -------- |
| Beste Torhüterin      | Emerance Maschmeyer | Kanada   |
| Beste Verteidigerin   | Jenni Hiirikoski    | Finnland |
| Beste Stürmerin       | Hilary Knight       | USA      |
| Wertvollste Spielerin | Hilary Knight       | USA      |

All-Star-Team
| Angriff:      | Christine Hüni – Hilary Knight– Rebecca Johnston |
| Verteidigung: | Monique Lamoureux – Jenni Hiirikoski             |
| Tor:          | Meeri Räisänen                                   |

## Division I

### Gruppe A in Aalborg, Dänemark
Das Turnier der Gruppe A der Division I fand vom 25. bis 31. März 2016 im dänischen Aalborg statt. Die Spiele fanden im 5.000 Zuschauer fassenden Gigantium statt.
| 25. März 2016 13:00 Uhr (Ortszeit) | Norwegen A. Dalen (41:40) | 1:4 (0:1, 0:3, 1:0) Spielbericht | Frankreich M. Allemoz (17:34) M. Allemoz (28:21) E. Duvin (34:02) E. Passard (37:46) | Gigantium, Aalborg Zuschauer: 160 |

| 25. März 2016 16:30 Uhr | Slowakei N. Gápová (7:41) I. Klimášová (32:54) | 2:4 (1:1, 1:2, 0:1) Spielbericht | Deutschland N. Kamenik (12:42) L. Kluge (27:29) L. Kluge (30:08) M. Anwander (43:24) | Gigantium, Aalborg Zuschauer: 154 |

| 25. März 2016 20:00 Uhr | Dänemark J. Høegh Persson (8:11) J. Jakobsen (31:48) J. Gregersen (50:58) | 3:4 (1:2, 1:0, 1:2) Spielbericht | Österreich J. Weber (12:20) E. Beiter-Schwärzler (19:20) J. Weber (53:23) A. Meixner (59:14) | Gigantium, Aalborg Zuschauer: 316 |

| 26. März 2016 13:00 Uhr | Frankreich C. Aurard (0:16) E. Duvin (21:18) L. Baudrit (27:48) G. Gendarme (50:41) L. Escudero (55:34) | 5:0 (1:0, 2:0, 2:0) Spielbericht | Slowakei | Gigantium, Aalborg Zuschauer: 97 |

| 26. März 2016 16:30 Uhr | Deutschland J. Zorn (0:21) L. Kluge (5:50) Y. Rothemund (13:37) | 3:2 (3:2, 0:0, 0:0) Spielbericht | Dänemark J. Langsager (8:!7) C. Densing (16:47) | Gigantium, Aalborg Zuschauer: 325 |

| 26. März 2016 20:00 Uhr | Österreich J. Weber (24:17) D. Altmann (52:20) J. Weber (56:40) D. Altmann (PS) | 4:3 n. P. (0:3, 1:0, 2:0, 0:0, 1:0) Spielbericht | Norwegen L. Bialik Øien (5:23) M. Henriksen (6:53) L. Bialik (8:47) | Gigantium, Aalborg Zuschauer: 173 |

| 28. März 2016 13:00 Uhr | Slowakei L. Lučová (10:57) | 1:3 (1:1, 0:2, 0:0) Spielbericht | Dänemark M. Weis (18:27) S. Glud (21:50) S. Glud (34:24) | Gigantium, Aalborg Zuschauer: 325 |

| 28. März 2016 16:30 Uhr | Österreich E. Beiter-Schwärzler (52:09) | 1:2 (0:1, 0:0, 1:1) Spielbericht | Frankreich M. Allemoz (5:13) M. Allemoz (42:58) | Gigantium, Aalborg Zuschauer: 130 |

| 28. März 2016 20:00 Uhr | Deutschland C. Strobel (15:15) L. Kluge (30:00) M. Anwander (33:41) | 3:0 (1:0, 2:0, 0:0) Spielbericht | Norwegen | Gigantium, Aalborg Zuschauer: 157 |

| 29. März 2016 13:00 Uhr | Österreich A. Lopez (14:59) E. Kantor (40:55) A. Meixner (56:18) E. Kantor (59:54) | 4:1 (1:0, 0:1, 3:0) Spielbericht | Slowakei P. Gorecká (25:14) | Gigantium, Aalborg Zuschauer: 93 |

| 29. März 2016 16:30 Uhr | Frankreich | 0:5 (0:1, 0:0, 0:4) Spielbericht | Deutschland K. Spielberger (2:48) A. Lanzl (45:20) L. Kluge (46:46) L. Kluge (53:36) J. Zorn (59:59) | Gigantium, Aalborg Zuschauer: 155 |

| 29. März 2016 20:00 Uhr | Dänemark J. Jakobsen (3:17) J. Gregersen (5:12) J. Jakobsen (26:28) | 3:2 (2:1, 1:0, 0:1) Spielbericht | Norwegen A. Dalen (16:36) A. Dalen (49:09) | Gigantium, Aalborg Zuschauer: 215 |

| 31. März 2016 13:00 Uhr | Deutschland M. Anwander (45:39) | 1:3 (0:2, 0:0, 1:1) Spielbericht | Österreich E. Beiter-Schwärzler (5:53) A. Meixner (13:06) T. Schafzahl (59:16) | Gigantium, Aalborg Zuschauer: 102 |

| 31. März 2016 16:30 Uhr | Norwegen M. Fischer (28:34) M. Henriksen (32:07) A. Dalen (41:33) L. Aakre (61:44) | 4:3 n. V. (0:1, 2:1, 1:1, 1:0) Spielbericht | Slowakei L. Lučová (10:55) L. Lučová (36:20) J. Kapustová (46:59) | Gigantium, Aalborg Zuschauer: 253 |

| 31. März 2016 20:00 Uhr | Frankreich E. Passard (10:31) E. Passard (13:52) M. Allemoz (50:03) L. Parment (58:59) | 4:2 (2:1, 0:1, 2:0) Spielbericht | Dänemark M. Brix (6:48) J. Høegh Persson (33:05) | Gigantium, Aalborg Zuschauer: 365 |

| Pl. |             | Sp | S | OTS | OTN | N | Tore  | Punkte |
| 1.  | Deutschland | 5  | 4 | 0   | 0   | 1 | 16:07 | 12     |
| 2.  | Frankreich  | 5  | 4 | 0   | 0   | 1 | 15:09 | 12     |
| 3.  | Österreich  | 5  | 3 | 1   | 0   | 1 | 16:10 | 11     |
| 4.  | Dänemark    | 5  | 2 | 0   | 0   | 3 | 13:14 | 6      |
| 5.  | Norwegen    | 5  | 0 | 1   | 1   | 3 | 10:17 | 3      |
| 6.  | Slowakei    | 5  | 0 | 0   | 1   | 4 | 07:20 | 1      |

Abkürzungen: Pl. = Platz, Sp = Spiele, S = Siege, OTS = Siege nach Verlängerung (Overtime) oder Penaltyschießen, OTN = Niederlagen nach Verlängerung oder Penaltyschießen, N = Niederlagen

Erläuterungen: Aufsteiger in die Top-Division, Absteiger in die Division IB

#### Division-IA-Siegermannschaft
| Division-IA-Aufsteiger Deutschland | Manuela Anwander, Monika Bittner, Marie Delarbre, Nicola Eisenschmid, Tanja Eisenschmid, Franziska Feldmeier, Anna-Maria Fiegert, Daria Gleißner, Rebecca Graeve, Jennifer Harß, Nina Kamenik, Bernadette Karpf, Laura Kluge, Sophie Kratzer, Andrea Lanzl, Ronja Richter, Yvonne Rothemund, Ivonne Schröder, Lisa Schuster, Kerstin Spielberger, Carina Strobel, Julia Zorn Cheftrainer: Benjamin Hinterstocker Assistenztrainer: Marco Dietzel, Andreas Jorde, Thomas Kettner |

### Gruppe B in Asiago, Italien
Das Turnier der Gruppe B der Division I wurde vom 4. bis 10. April 2016 im italienischen Asiago ausgetragen. Die Spiele fanden im 3.000 Zuschauer fassenden Pala Hodegart statt.
| 4. April 2016 13:30 Uhr (Ortszeit) | Kasachstan | 2:5 (2:1, 0:2, 0:2) Spielbericht | Lettland | Pala Hodegart, Asiago Zuschauer: 40 |

| 4. April 2016 17:00 Uhr | Ungarn | 2:1 (1:0, 0:1, 1:0) Spielbericht | Niederlande | Pala Hodegart, Asiago Zuschauer: 320 |

| 4. April 2016 20:30 Uhr | Italien | 3:2 (1:1, 1:1, 1:0) Spielbericht | Volksrepublik China | Pala Hodegart, Asiago Zuschauer: 480 |

| 5. April 2016 13:30 Uhr | Lettland | 2:5 (0:2, 1:1, 1:2) Spielbericht | Ungarn | Pala Hodegart, Asiago Zuschauer: 70 |

| 5. April 2016 17:00 Uhr | Volksrepublik China | 1:2 (0:0, 0:1, 1:1) Spielbericht | Kasachstan | Pala Hodegart, Asiago Zuschauer: 50 |

| 5. April 2016 20:30 Uhr | Niederlande | 2:1 n. P. (0:0, 1:0, 0:1, 0:0, 1:0) Spielbericht | Italien | Pala Hodegart, Asiago Zuschauer: 700 |

| 7. April 2016 13:30 Uhr | Niederlande | 1:3 (1:0, 0:2, 0:1) Spielbericht | Volksrepublik China | Pala Hodegart, Asiago Zuschauer: 50 |

| 7. April 2016 17:00 Uhr | Kasachstan | 2:3 (1:1, 1:1, 0:1) Spielbericht | Ungarn | Pala Hodegart, Asiago Zuschauer: 65 |

| 7. April 2016 20:30 Uhr | Lettland | 4:3 (1:1, 1:1, 2:1) Spielbericht | Italien | Pala Hodegart, Asiago Zuschauer: 450 |

| 8. April 2016 13:30 Uhr | Niederlande | 3:6 (1:1, 1:1, 1:4) Spielbericht | Kasachstan | Pala Hodegart, Asiago Zuschauer: 80 |

| 8. April 2016 17:00 Uhr | Volksrepublik China | 1:3 (0:1, 1:0, 0:2) Spielbericht | Lettland | Pala Hodegart, Asiago Zuschauer: 40 |

| 8. April 2016 20:30 Uhr | Ungarn | 4:2 (2:0, 2:1, 0:1) Spielbericht | Italien | Pala Hodegart, Asiago Zuschauer: 550 |

| 10. April 2016 13:30 Uhr | Volksrepublik China | 3:1 (1:0, 1:0, 1:1) Spielbericht | Ungarn | Pala Hodegart, Asiago Zuschauer: 150 |

| 10. April 2016 17:00 Uhr | Lettland | 2:4 (1:3, 1:0, 0:1) Spielbericht | Niederlande | Pala Hodegart, Asiago Zuschauer: 110 |

| 10. April 2016 20:30 Uhr | Italien | 2:1 n. P. (0:0, 0:1, 0:0, 0:0, 1:0) Spielbericht | Kasachstan | Pala Hodegart, Asiago Zuschauer: 700 |

| Pl. |                     | Sp | S | OTS | OTN | N | Tore  | Punkte |
| 1.  | Ungarn              | 5  | 4 | 0   | 0   | 1 | 15:10 | 12     |
| 2.  | Lettland            | 5  | 3 | 0   | 0   | 2 | 16:15 | 9      |
| 3.  | Kasachstan          | 5  | 2 | 0   | 1   | 2 | 13:14 | 7      |
| 4.  | Italien             | 5  | 1 | 1   | 1   | 2 | 11:13 | 6      |
| 5.  | Volksrepublik China | 5  | 2 | 0   | 0   | 3 | 10:10 | 6      |
| 6.  | Niederlande         | 5  | 1 | 1   | 0   | 3 | 11:14 | 5      |

Abkürzungen: Pl. = Platz, Sp = Spiele, S = Siege, OTS = Siege nach Verlängerung (Overtime) oder Penaltyschießen, OTN = Niederlagen nach Verlängerung oder Penaltyschießen, N = Niederlagen

Erläuterungen: Aufsteiger in die Division IA, Absteiger in die Division IIA

### Auf- und Abstieg
| Absteiger in die Division IA:   | Japan       |
| Aufsteiger in die Top-Division: | Deutschland |
| Absteiger in die Division IB:   | Slowakei    |
| Aufsteiger in die Division IA:  | Ungarn      |
| Absteiger in die Division IIA:  | Niederlande |
| Aufsteiger in die Division IB:  | Polen       |

## Division II

### Gruppe A in Bled, Slowenien
Das Turnier der Gruppe A wurde vom 2. bis 8. April 2016 im slowenischen Bled ausgetragen. Die Spiele wurden in der Hokejska dvorana mit 1.736 Plätzen ausgetragen.
| 2. April 2016 13:00 Uhr (Ortszeit) | Südkorea | 4:1 (1:1, 1:0, 2:0) Spielbericht | Nordkorea | Hokejska dvorana, Bled Zuschauer: 200 |

| 2. April 2016 16:30 Uhr | Großbritannien | 19:1 (7:1, 4:0, 8:0) Spielbericht | Kroatien | Hokejska dvorana, Bled Zuschauer: 210 |

| 2. April 2016 20:30 Uhr | Slowenien | 2:9 (0:4, 2:5, 0:0) Spielbericht | Polen | Hokejska dvorana, Bled Zuschauer: 540 |

| 3. April 2016 13:00 Uhr | Großbritannien | 0:1 (0:0, 0:1, 0:0) Spielbericht | Südkorea | Hokejska dvorana, Bled Zuschauer: 245 |

| 3. April 2016 16:30 Uhr | Kroatien | 1:6 (1:1, 0:3, 0:2) Spielbericht | Slowenien | Hokejska dvorana, Bled Zuschauer: 860 |

| 3. April 2016 20:00 Uhr | Nordkorea | 4:9 (2:3, 1:2, 1:4) Spielbericht | Polen | Hokejska dvorana, Bled Zuschauer: 205 |

| 5. April 2016 13:00 Uhr | Nordkorea | 8:2 (2:2, 2:0, 4:0) Spielbericht | Kroatien | Hokejska dvorana, Bled Zuschauer: 210 |

| 5. April 2016 16:30 Uhr | Südkorea | 1:2 (0:0, 0:0, 1:2) Spielbericht | Polen | Hokejska dvorana, Bled Zuschauer: 325 |

| 5. April 2016 20:00 Uhr | Großbritannien | 6:0 (3:0, 2:0, 1:0) Spielbericht | Slowenien | Hokejska dvorana, Bled Zuschauer: 670 |

| 7. April 2016 13:00 Uhr | Polen | 1:2 (1:0, 0:2, 0:0) Spielbericht | Großbritannien | Hokejska dvorana, Bled Zuschauer: 240 |

| 7. April 2016 16:30 Uhr | Kroatien | 0:6 (0:2, 0:3, 0:1) Spielbericht | Südkorea | Hokejska dvorana, Bled Zuschauer: 200 |

| 7. April 2016 20:00 Uhr | Slowenien | 1:8 (0:2, 1:3, 0:3) Spielbericht | Nordkorea | Hokejska dvorana, Bled Zuschauer: 430 |

| 8. April 2016 13:00 Uhr | Polen | 16:0 (6:0, 6:0, 4:0) Spielbericht | Kroatien | Hokejska dvorana, Bled Zuschauer: 100 |

| 8. April 2016 16:30 Uhr | Nordkorea | 0:7 (0:2, 0:2, 0:3) Spielbericht | Großbritannien | Hokejska dvorana, Bled Zuschauer: 150 |

| 8. April 2016 20:00 Uhr | Südkorea | 3:0 (2:0, 1:0, 0:0) Spielbericht | Slowenien | Hokejska dvorana, Bled Zuschauer: 450 |

| Pl. |                | Sp | S | OTS | OTN | N | Tore  | Punkte |
| 1.  | Polen          | 5  | 4 | 0   | 0   | 1 | 37:09 | 12     |
| 2.  | Südkorea       | 5  | 4 | 0   | 0   | 1 | 15:03 | 12     |
| 3.  | Großbritannien | 5  | 4 | 0   | 0   | 1 | 34:03 | 12     |
| 4.  | Nordkorea      | 5  | 2 | 0   | 0   | 3 | 21:23 | 6      |
| 5.  | Slowenien      | 5  | 1 | 0   | 0   | 4 | 09:27 | 3      |
| 6.  | Kroatien       | 5  | 0 | 0   | 0   | 5 | 04:55 | 0      |

Abkürzungen: Pl. = Platz, Sp = Spiele, S = Siege, OTS = Siege nach Verlängerung (Overtime) oder Penaltyschießen, OTN = Niederlagen nach Verlängerung oder Penaltyschießen, N = Niederlagen

Erläuterungen: Aufsteiger in die Division IB, Absteiger in die Division IIB

### Gruppe B in Jaca, Spanien
Das Turnier der Gruppe B wurde vom 29. Februar bis 6. März 2016 in der spanischen Stadt Jaca ausgetragen. Die Spiele fanden im 1.900 Zuschauer fassenden Pabellón de Hielo de Jaca statt.
| 29. Februar 2016 13:00 Uhr (Ortszeit) | Türkei | 2:7 (0:2, 2:2, 0:3) Spielbericht | Island | Pabellón de Hielo de Jaca, Jaca Zuschauer: 120 |

| 29. Februar 2016 16:30 Uhr | Mexiko | 2:1 n. P. (1:0, 0:1, 0:0, 0:0, 1:0) Spielbericht | Australien | Pabellón de Hielo de Jaca, Jaca Zuschauer: 200 |

| 29. Februar 2016 20:00 Uhr | Spanien | 11:1 (6:0, 4:0, 1:1) Spielbericht | Neuseeland | Pabellón de Hielo de Jaca, Jaca Zuschauer: 850 |

| 1. März 2016 13:00 Uhr | Australien | 12:0 (4:0, 6:0, 2:0) Spielbericht | Türkei | Pabellón de Hielo de Jaca, Jaca Zuschauer: 120 |

| 1. März 2016 16:30 Uhr | Neuseeland | 2:8 (1:5, 1:2, 0:1) Spielbericht | Island | Pabellón de Hielo de Jaca, Jaca Zuschauer: 135 |

| 1. März 2016 20:00 Uhr | Mexiko | 0:3 (0:1, 0:2, 0:0) Spielbericht | Spanien | Pabellón de Hielo de Jaca, Jaca Zuschauer: 650 |

| 3. März 2016 13:00 Uhr | Neuseeland | 1:12 (0:2, 1:5, 0:5) Spielbericht | Australien | Pabellón de Hielo de Jaca, Jaca Zuschauer: 132 |

| 3. März 2016 16:30 Uhr | Mexiko | 6:1 (1:0, 3:0, 2:1) Spielbericht | Türkei | Pabellón de Hielo de Jaca, Jaca Zuschauer: 550 |

| 3. März 2016 20:00 Uhr | Spanien | 3:2 (1:0, 1:1, 1:1) Spielbericht | Island | Pabellón de Hielo de Jaca, Jaca Zuschauer: 1.050 |

| 5. März 2016 13:00 Uhr | Island | 2:0 (1:0, 0:0, 1:0) Spielbericht | Mexiko | Pabellón de Hielo de Jaca, Jaca Zuschauer: 152 |

| 5. März 2016 16:30 Uhr | Türkei | 4:7 (0:1, 1:1, 3:5) Spielbericht | Neuseeland | Pabellón de Hielo de Jaca, Jaca Zuschauer: 354 |

| 5. März 2016 20:00 Uhr | Australien | 4:1 (2:1, 0:0, 2:0) Spielbericht | Spanien | Pabellón de Hielo de Jaca, Jaca Zuschauer: 1.600 |

| 6. März 2016 13:00 Uhr | Neuseeland | 2:5 (1:2, 1:2, 0:1) Spielbericht | Mexiko | Pabellón de Hielo de Jaca, Jaca Zuschauer: 120 |

| 6. März 2016 16:30 Uhr | Island | 2:3 (0:1, 1:1, 1:1) Spielbericht | Australien | Pabellón de Hielo de Jaca, Jaca Zuschauer: 700 |

| 6. März 2016 20:00 Uhr | Spanien | 8:1 (2:0, 4:0, 2:1) Spielbericht | Türkei | Pabellón de Hielo de Jaca, Jaca Zuschauer: 900 |

| Pl. |            | Sp | S | OTS | OTN | N | Tore  | Punkte |
| 1.  | Australien | 5  | 4 | 0   | 1   | 0 | 32:06 | 13     |
| 2.  | Spanien    | 5  | 4 | 0   | 0   | 1 | 26:08 | 12     |
| 3.  | Island     | 5  | 3 | 0   | 0   | 2 | 21:10 | 9      |
| 4.  | Mexiko     | 5  | 2 | 1   | 0   | 2 | 13:09 | 8      |
| 5.  | Neuseeland | 5  | 1 | 0   | 0   | 4 | 13:40 | 3      |
| 6.  | Türkei     | 5  | 0 | 0   | 0   | 5 | 08:40 | 0      |

Abkürzungen: Pl. = Platz, Sp = Spiele, S = Siege, OTS = Siege nach Verlängerung (Overtime) oder Penaltyschießen, OTN = Niederlagen nach Verlängerung oder Penaltyschießen, N = Niederlagen

Erläuterungen: Aufsteiger in die Division IIA, Absteiger in die Qualifikation zur Division IIB

### Auf- und Abstieg
| Absteiger in die Division IIA:                   | Niederlande |
| Aufsteiger in die Division IB:                   | Polen       |
| Absteiger in die Division IIB:                   | Kroatien    |
| Aufsteiger in die Division IIA:                  | Australien  |
| Absteiger in die Qualifikation zur Division IIB: | Türkei      |
| Aufsteiger in die Division IIB:                  | Rumänien    |

## Qualifikation zur Division IIB
Die Qualifikation zur Gruppe B der Division II wurde vom 7. bis 10. Dezember 2015 in der bulgarischen Hauptstadt Sofia ausgetragen. Die Spiele fanden im 4.600 Zuschauer fassenden Wintersportpalast statt.
| 7. Dezember 2015 16:00 Uhr (Ortszeit) | Südafrika | 3:2 n. V. (0:1, 2:1, 0:0, 1:0) Spielbericht | Rumänien | Wintersportpalast, Sofia Zuschauer: 100 |

| 7. Dezember 2015 19:30 Uhr | Bulgarien | 2:9 (1:2, 1:3, 0:4) Spielbericht | Hongkong | Wintersportpalast, Sofia Zuschauer: 350 |

| 8. Dezember 2015 16:00 Uhr | Hongkong | 3:5 (2:1, 1:2, 0:2) Spielbericht | Rumänien | Wintersportpalast, Sofia Zuschauer: 100 |

| 8. Dezember 2015 19:30 Uhr | Südafrika | 7:3 (2:1, 3:2, 2:0) Spielbericht | Bulgarien | Wintersportpalast, Sofia Zuschauer: 250 |

| 10. Dezember 2015 16:00 Uhr | Hongkong | 3:2 (0:1, 1:0, 2:1) Spielbericht | Südafrika | Wintersportpalast, Sofia Zuschauer: 111 |

| 10. Dezember 2015 19:30 Uhr | Rumänien | 8:3 (3:1, 2:1, 3:1) Spielbericht | Bulgarien | Wintersportpalast, Sofia Zuschauer: 540 |

| Pl. |           | Sp | S | OTS | OTN | N | Tore  | Punkte |
| 1.  | Rumänien  | 3  | 2 | 0   | 1   | 0 | 15:09 | 7      |
| 2.  | Hongkong  | 3  | 2 | 0   | 0   | 1 | 15:09 | 6      |
| 3.  | Südafrika | 3  | 1 | 1   | 0   | 1 | 12:08 | 5      |
| 4.  | Bulgarien | 3  | 0 | 0   | 0   | 3 | 08:24 | 0      |

Abkürzungen: Pl. = Platz, Sp = Spiele, S = Siege, OTS = Siege nach Verlängerung (Overtime) oder Penaltyschießen, OTN = Niederlagen nach Verlängerung oder Penaltyschießen, N = Niederlagen

Erläuterungen: Aufsteiger in die Division IIB

### Auf- und Abstieg
| Absteiger in die Qualifikation zur Division IIB: | Türkei   |
| Aufsteiger in die Division IIB:                  | Rumänien |